# Polemon z Aten
Polemon z Aten (gr. Πολέμων, Polémōn, zm. 270/269 p.n.e.) – grecki filozof ateński, czwarty scholarcha („kierownik szkoły”) Starej Akademii, założonej przez Platona, w latach 314/313 do 270/269 p.n.e., uczeń i następca Ksenokratesa z Chalcedonu.

## Życie
Polemon urodził się w zamożnej rodzinie ateńskiej. Był synem Filostrata z demu Oia, który utrzymywał stajnię koni wyścigowych. W młodości prowadził rozpustny tryb życia, oddając się różnego rodzaju niepowściągliwościom. Pewnego dnia, będąc pijany i z wieńcem na głowie, słuchał wykładu filozofa Ksenokratesa z Chalcedonu o umiarkowaniu, który wywarł na nim ogromne wrażenie. Od tego czasu diametralnie zmienił swój tryb życia. Stał się stanowczy i stałego charakteru. Jego stateczność, stałość i wytrwałość moralna dały mu sławę. Opowiada o nim pewne wydarzenie:
Kiedy pewnego razu rozjuszony pies rozdarł mu zębami udo, Polemon nawet nie zbladł; gdy następnie na wieść o tym powstało w mieście [Atenach] duże poruszenie, pozostał nadal niewzruszony (Diogenes Laertios, Żywoty i poglądy sławnych filozofów, IV 17).
W wystąpieniach swoich był szlachetny i wytworny. Unikał słów uszczypliwych i złośliwych. Podczas swych wykładów odpowiadał na pytania w pozycji stojącej, przechadzając się tam i z powrotem. Stronił od życia publicznego, mieszkając w ogrodzie Akademii. Uczniowie, by być blisko niego, pobudowali wokół domki. Polemon starał się prawdopodobnie naśladować  Ksenokratesa. Był rozmiłowany w Sofoklesie, mawiając, że był tragicznym Homerem, a ten epickim Sofoklesem. Umarł w podeszłym wieku na suchoty. Euzebiusz z Cezarei w swym dziele pt. Kronika podał, że zmarł w r. 270/269 p.n.e. lub 276/275 p.n.e. (w kilku innych rękopisach). Pozostawił po sobie wiele dzieł. Jego następcą na stanowisku scholarchy został Krates z Aten.

## Poglądy
Za rządów Polemona filozofia w Akademii stała się „nauką i praktyką życia”, która była charakterystyczna w nowych szkołach: sceptycznej, epikurejskiej i stoickiej. Był zgodny z nowymi poglądami nie tylko w praktyce lecz także w doktrynie. Zwykł mówić, iż należy się zaprawiać w czynach, a nie w dialektycznych subtelnościach. Uważał osobę postępującą inaczej za człowieka, który nauczył się teoretycznych zasad harmonii, ale nie umie grać (Diogenes Laertios, IV 18). Poglądy te oznaczały w jakimś sensie powrót do filozofii przedplatońskiej, podobnej do jakiej zajęli sokratycy mniejsi. Polemona interesowała głównie etyka, jedna z trzech części filozofii. Za zasadę życia moralnego uznał naturę („physis”). Uważał bowiem, że dobrem najwyższym powinno być życie zgodne z naturą (Cyceron, O najwyższym dobru i złu, IV 14). Poświęcił temu książkę, pt. O życiu zgodnym z naturą. Pisał między innymi o tym, „że pożywienie mięsne jest niewłaściwe, a przetrawione czyni duszę człowieka podobną do dusz zwierzęcych” (Klemens Aleksandryjski, Kobierce, VII 32,9). Polemon, według Klemensa Aleksandryjskiego (II 133,7), upatrywał szczęście:
w stanie psychicznej samowystarczalności, kiedy człowiek znajduje wszystkie dobra w samym sobie, a jeśli nie wszystkie, to w każdym razie najliczniejsze i największe. [...] bez cnoty nigdy nie może zaistnieć szczęście; i nawet bez walorów cielesnych oraz dóbr zewnętrznych sama cnota wystarcza do życia szczęśliwego.

## Dzieła
Zachowały się z jego wielu dzieł tylko fragmenty i świadectwa pośrednie, tzw. testimonia. Wydał je:
- M. Gigante, Polemonis Academici fragmenta, Napoli 1977, „Rendiconti dell’ Accademia di Archeologia, Lettere e Belle Arti”, LI (1976), s. 91-144.